# Hołozubynci
Hołozubynci (ukr. Голозубинці, pol. Hołozubińce) – wieś na Ukrainie, w obwodzie chmielnickim, w rejonie dunajowieckim.

## Dwór
- murowany dwór wybudowany w drugiej połowie XIX w.  przez Wiktora Zygmunta Skibniewskiego[1]. w dworze znajdowały się obrazy szkoły holenderskiej, szkice Kossaka, sala z namiotem tureckim, biblioteka.[2] Dziś budynek eksploatowany jest przez pracowników miejscowej przychodni jako budynek mieszkalny.

We wsi siedzibę ma Parafia Niepokalanego Serca NMP, należąca do dekanatu kamienieckiego.